# Flik 2
La Flik 2 (Fliegerkompanie 2) fu una delle prime squadriglie fondatrici della Kaiserliche und Königliche Luftfahrtruppen. Successivamente fu trasformata in una squadriglia da bombardamento, che risultò nel nome "D" (Divisions-Kompanie).

## Storia

### Prima guerra mondiale
Quando scoppiò la guerra, la squadriglia fu inviata al fronte serbo, all'aeroporto vicino a Brezovo Polje (ora Bosnia ed Erzegovina). Il 23 giugno 1915 si trasferì al fronte italiano a Haidenschaft al comando dell'Hptm Ferdinand Cavallar Ritter von Grabensprung con 3 Aviatik B.I e 2 Lloyd C.I (modello precedente del Lloyd C.II) per la 5ª Armata o 5ª Armeekommando (5º Comando d'Armata) di Svetozar Borojević von Bojna sul Fronte dell'Isonzo.
A fine ottobre 1915 venne messo in linea il prototipo dell'Hansa Brandenburg C.I.
Il 7 aprile 1916 i colpi del Nieuport di Luigi Olivari, in collaborazione con il Capitano Domenico Bolognesi e del Cap. Guido Tacchini della 1ª Squadriglia caccia, hanno causato un’avaria al motore del biplano Hansa-Brandenburg C.I dei tenenti Bogut Burian e Johann Osterreicher, che ha perso subito quota e velocità atterrando a Cortello di Pavia di Udine. L'equipaggio è stato catturato dopo aver incendiato l'aereo.
Il 3 ottobre il Tenente Luigi Olivi della 76ª Squadriglia caccia colpisce il serbatoio di un Hansa-Brandenburg C.I ferendo mortalmente l’osservatore leutnant Leopold Hirth causando la caduta dell'aereo vicino ad Aisovizza.
Alla fine dell'ottobre successivo era sempre ad Ajdussina al comando del Rittmeister Eugen Graf Somssich de Saard con 6 Brandenburg C I.
Il 10 febbraio 1917 l'osservatore Franz Gräser costringe al rientro in emergenza il Voisin III del Sergente Ernesto Albano con il Tenente Giuseppe Bortolotti (militare) della 35ª Squadriglia colpito dal suo Brandenburg C.I su Tolmino.
Il 1º maggio 1917 il sergente Ennio Sorrentino dell'81ª Squadriglia aeroplani di Borgnano abbatte un Hansa-Brandenburg C.I della Flik 2 su Vipacco.
Nel maggio-giugno successivo disponeva di 5 Hansa-Brandenburg C.I e va a Veldes (Bled) il 18 agosto 1917 nell'Isonzo Armee al comando del Rittmeister Eugen Graf Sommsich de Saard con 4 Brandenburg C I. Ebbe il codice 2D dopo la riorganizzazione del 25 luglio 1917. Il 24 ottobre 1917, la Flik 2/D di Veldes al comando dell'Oblt August Raft Edler von Marwil venne inquadrata nella 14. Armee tedesca e partecipò alla Battaglia di Caporetto.
Il 15 giugno 1918 fu trasferita alla 6ª armata o 6. Armee e la Flik 2/D si trasferì a San Pietro in Campo (Aeroporto di Belluno) al comando dell'Oblt Fritz Losert con i Brandenburg C I e gli Albatros D.III. La squadriglia prese parte alla Battaglia del solstizio nel crollo austro-ungarico del giugno 1918.
Il 24 giugno il Capitano Giulio Lega della 76ª Squadriglia abbatté un Hansa-Brandenburg C.I appartenente alla Flik 2D.
L'ultima base della Flik 2/K era a Feltre dove venne trasferita il 15 ottobre al comando del Oblt Losert con 5 HB C.I nell'Armeegruppe Belluno; fu ribattezzata Flik 2K (Korps-Kompanie). Durante la guerra, i suoi assi conseguirono 11 vittorie. A seguito dei trattati di pace, l'Aeronautica scomparve come arma nella monarchia e, di conseguenza, la squadriglia venne abolita.
Fra i suoi ranghi, c'erano 3 assi, tutti ungheresi, che conseguirono 11 vittorie nella squadriglia:
- Rudolf Weber 5 vittorie
- Franz Wognar 5 vittorie
- Franz Gräser 1 vittoria.

Dopo il 14 aprile 1918, gli aerei della Flik 2D furono verniciati di nero sugli assi delle ruote con una striscia rossa verticale.